# Diodercarus arrowi
Diodercarus arrowi is een Kamelen soort uit de familie van de loopkevers (Carabidae). De wetenschappelijke naam van de soort is voor het eerst geldig gepubliceerd in 1934 door Lutewijk